# پایین میرکلا
پایین میرکلا، روستایی از توابع بخش گتاب شهرستان بابل در استان مازندران ایران است.

## جمعیت
این روستا در دهستان گتاب شمالی قرار دارد و براساس سرشماری مرکز آمار ایران در سال ۱۳۸۵، جمعیت آن ۷۸۲ نفر (۲۱۰خانوار) بوده‌است. 
این روستا دارای آب بندان قدیمی در حدود سی هکتار است که یکی از جاذبه‌های دیدنی در فصل بهار و پائیز می‌باشد